# Миранда в Ла Карраке
«Миранда в Ла Карраке» — полотно венесуэльского художника Артуро Михелена, написанное в 1896 году, в 80-летнюю годовщину со дня смерти борца за свободу Венесуэлы Франсиско де Миранды в тюрьме Ла Каррака в Испании.
Михелена представил свою картину 18 июля 1896 года в Муниципальном театре Каракаса. Президент Венесуэлы Хоакин Креспо вручил медаль живописцу. Полотно было приобретено для нации за 40 000 боливаров. В настоящее время оно находится в Национальной художественной галерее в Каракасе.
Техника и стиль картины позволяют отнести её к направлению, которое называют венесуэльским академизмом. В ней преобладают тёплые цвета, характерные для этого направления. Лицо Миранды спокойно, но на нём читаются грусть и разочарование. Его взгляд устремлён в сторону зрителя. Моделью для написания Миранды стал венесуэльский писатель и государственный деятель Эдуардо Бланко.
Миранда является центром композиции. Справа от него изображена цепь, заполняющая эту часть холста и подчёркивающая то, что на картине изображена тюремная камера. Книги на тумбочке в левом нижнем углу и на кровати показывают, что Миранда даже в заключении занимался самообразованием.
Артуро Михелена сделал две уменьшенных копии картины. Одна из них была продана семье модели, другая же оставалась в собственности жены художника, Ластеньи Тельо де Михелена, до её кончины. Она завещала копию мэрии Валенсии. С этого момента до 1972 года она считалась пропавшей. В 1972 году она была найдена в подвале старого здания Муниципального совета Валенсии и теперь хранится в кабинете мэра.